# 黎銀
黎银（越南语：／，？—1437年），越南后黎朝初期将领。
黎银是清化寿春人，与另一位将军黎察是同乡。蓝山起义后，黎银前去投奔黎利。1425年，黎利派陳元扞和尹弩攻打新平、顺化二州，黎银率领战船七十余艘，泛海直抵其地，帮助他们攻下此二州。
后黎朝建立之后，黎银被封为大司马，位列开国功臣，与阮廌、郑可、陳元扞、范文巧、丁列、黎察等人获得穿红绯的特权。1429年，黎利封长子开郡公黎思齐为国王，次子梁郡公黎元龙（即后来的黎太宗）为皇太子，令黎察、黎银、黎仁澍（刘仁澍）、黎理（阮理）和黎国兴（裴国兴）五人辅佐黎元龙。1433年黎利驾崩后，黎元龙继位，是为黎太宗。黎思齐失势，被降为郡王。黎银被封为大司寇。黎察将政敌黎仁澍诛杀，得专朝政。黎银与黎察相友善，因而保全。1437年黎太宗亲政，以骄横不法、排斥异己为由将黎察罢官赐死。随后，又称黎银、黎察与黎思齐勾结谋反，将黎银与黎思齐都逮捕杀死。